# Misery Business
"Misery Business" é uma canção da banda norte-americana de rock Paramore do seu segundo álbum de estúdio intitulado Riot!. A canção foi lançada como primeiro single deste álbum em 18 de Junho de 2007. Foi o terceiro videoclipe da banda a ser dirigido por Shane Drake e foi nomeado para o "Melhor Vídeo" no Kerrang! Awards de 2007, mas perdeu para a banda Fall Out Boy com "This Ain't a Scene, It's an Arms Race". "Misery Business" é também destaque na trilha sonora para dos videojogos EA Sports NHL 08 e Guitar Hero World Tour.
Em 7 de setembro de 2018, Hayley Williams anunciou durante um show que aquela seria a última vez que a banda tocaria "Misery Business" em muito tempo, principalmente devido ao fato da letra da canção, no seu segundo verso, que as pessoas consideravam sexista e antifeminista. Em 2022, a banda anunciou que voltaria a tocar essa canção em seus shows.

## Videoclipe
O vídeo da música foi filmado em 15 de abril de 2007 em Los Angeles e caracteriza uma escola e uma banda. É dirigida por Shane Drake, que também dirigiu os vídeos de "Pressure" e "Emergency".
O vídeo começa com a banda tocando a música em um cenário com o título do álbum, "RIOT!", em destaque em segundo plano. Então passa da banda tocando em uma escola, onde uma menina em um vestido azul e pesada maquiagem passeia pelos corredores. A garota empurra a líder de torcida ao lado dela quando ela caminha pelo corredor. Ela corta cabelo de uma menina com tesoura e, enquanto sorri, mostra para ela. Mais tarde, quando ela está caminhando até o fim do corredor, um rapaz sai da enfermaria com seu braço engessado, o empurrar contra a parede, ferindo-o ainda mais. A banda continua tocando e a garota vai de encontro a uma menina e um menino que estão juntos, namorando. Ela então empurra o rosto da garota e vai para um apaixonado beijo no garoto e depois sai, sorrindo. O vídeo então muda novamente para a banda tocando e, em seguida, a banda sai de uma sala de aula juntos. Hayley então se depara com a menina e as duas começam a se encarar. Por fim Hayley se aproxima da menina e puxa seus silicones e depois usa uma toalha e lenços para tirar sua maquiagem, expondo o que ela é realmente.

## Recepção
Em 21 de junho de 2007, "Misery Business" estreou na posição n° 99 na Billboard Hot 100. "Misery Business" é o terceiro single da banda a perdurar no Top 100 dos EUA. Na semana seguinte a canção ganhou 13 posições chegando a 86ª. Devido ao crescimento dos downloads digitais durante o mês de agosto de 2007, a canção voltou ao Billboard Hot 100 em 1 de setembro de 2007 na posição n° 34, e permaneceu nesta posição até a semana de 5 de janeiro de 2008, quando a canção subiu para o 31º lugar e mais tarde chegou a 26ª posição. A canção também chegou a posição n° 3 no Hot Modern Rock Tracks e em 7º nos charts do iTunes. A canção foi certificada Tripla Platina nos Estados Unidos em 27 de julho de 2015, vendendo mais de 3 milhões de cópias pelo país.
O single foi relançado em 11 de fevereiro de 2008 para o UK Record Store e contém três discos de vinil. A canção também fez grande sucesso na América latina chegando as paradas de sucesso no México, na Colômbia, na Argentina, no Chile, no Brasil e em vários outros países. 
O single chegou à posição n° 17 no UK Singles Chart. A canção foi a primeira da banda a perdurar em um Chart no Reino Unido.
"Misery Business" também estreou no Top 40 holandês chegando a posição n° 28 e na Finlândia na posição n° 23. E ainda chegou no Top 40 alemão como n° 12, a melhor posição de uma canção do Paramore na Alemanha.
A Alternative Press nomeou "Misery Business" como Video do Ano em 2007.

## Faixas
| U.S. CD single |                                     |         |  |
| N.º            | Título                              | Duração |  |
| 1.             | "Misery Business"                   | 3:18    |  |
| 2.             | "Stop This Song" (Love Sick Melody) | 3:23    |  |

| Australian CD single |                                     |         |  |
| N.º                  | Título                              | Duração |  |
| 1.                   | "Misery Business"                   | 3:18    |  |
| 2.                   | "My Hero" (Electronic Mix)          | 3:39    |  |
| 3.                   | "Stop This Song" (Love Sick Melody) | 3:23    |  |

| Vinyl 1 |                            |         |  |
| N.º     | Título                     | Duração |  |
| 1.      | "Misery Business"          | 3:18    |  |
| 2.      | "My Hero" (Electronic Mix) | 3:39    |  |

| Vinyl 2 |                                |         |  |
| N.º     | Título                         | Duração |  |
| 1.      | "Misery Business"              | 3:18    |  |
| 2.      | "Sunday Bloody Sunday" (cover) | 4:20    |  |

| VinylDisc |                   |         |  |
| N.º       | Título            | Duração |  |
| 1.        | "Misery Business" | 3:18    |  |
| 2.        | "This Circle"     | 4:05    |  |

## Lançamentos
| País           | Data                 | Versão        |
| -------------- | -------------------- | ------------- |
| Estados Unidos | 10 de julho de 2007  | Original      |
| Irlanda        | 6 de janeiro de 2008 | Re-lançamento |
| Reino Unido    | 6 de janeiro de 2008 | Re-lançamento |

## Desempenho nas paradas
| Parada (2007)                     | Melhor posição |
| --------------------------------- | -------------- |
| Billboard Hot 100                 | 26             |
| Billboard Pop 100                 | 16             |
| Billboard Top 40 Mainstream       | 12             |
| Billboard Hot Adult Top 40 Tracks | 31             |
| Billboard Hot Modern Rock Tracks  | 3              |
| UK Singles Chart                  | 17             |
| Canadá Hot 100                    | 67             |
| Alemanha Singles Top 100          | 79             |
| Países Baixos Top 40              | 28             |
| Austrália Singles Chart           | 65             |
| Portugal Singles Top 50           | 23             |

| País (2008-2009) | Certificação |
| ---------------- | ------------ |
| Estados Unidos   | 4× Platina   |